# Steven Jennings
Steven John Jennings (Liverpool, 28 ottobre 1984) è un ex calciatore inglese, di ruolo centrocampista.

## Carriera
Dopo aver giocato nei settori giovanili di Everton e Tranmere esordisce tra i professionisti con quest'ultimo club nella stagione 2003-2004, all'età di 19 anni; tra il 2003 ed il 2007 nell'arco di quattro stagioni gioca in totale 55 partite nella terza divisione inglese, segnando anche 5 reti, e trascorre poi la seconda metà della stagione 2006-2007 in prestito all'Hereford Utd, con cui gioca 11 partite in quarta divisione. Dal 2007 al 2009 gioca poi nuovamente in terza divisione al Tranmere, ma in questo biennio a differenza delle annate precedenti è titolare fisso (gioca infatti 85 delle 92 partite di campionato in programma, segnando un ulteriore gol).
Nell'estate del 2009 viene ceduto al Motherwell, club della prima divisione scozzese, dove trascorre un triennio giocando con buona regolarità: durante la sua permanenza nel club segna infatti 2 reti in 93 partite di campionato, ed in aggiunta a cavallo tra le stagioni 2009-2010 e 2010-2011 gioca anche complessive 8 partite nei turni preliminari di UEFA Europa League. Nell'estate del 2012 lascia la Scozia per tornare in Inghilterra, al Coventry City, con cui nella stagione 2012-2013 gioca 39 partite in terza divisione, categoria in cui poi nella stagione 2013-2014 veste nuovamente la maglia del Tranmere, con cui è autore di una rete in 25 presenze. A fine anno lascia nuovamente il club di Birkenhead (appena retrocesso in quarta divisione) restare in terza divisione, al Port Vale: dopo sole 4 presenze i Valiants lo cedono però in prestito proprio al Tranmere, che peraltro dopo breve tmepo lo riacquista a titolo definitivo: pur segnando una rete in 30 presenze, a fine anno il club retrocede in quinta divisione, categoria in cui Jennings nel biennio seguente gioca da titolare, arrivando così ad un totale di 293 presenze e 15 reti con la maglia del Tranmere tra tutte le competizioni ufficiali. Si ritira infine nel 2020, all'età di 36 anni e dopo diciassette stagioni di attività in prima squadra, dopo tre anni trascorsi giocando con vari club semiprofessionistici (Southport, Warrington Town, Barrow e nuovamente Warrington Town) a cavallo tra quinta, sesta e settima divisione.